# Lammert Jan Hommes
Lammert Jan Hommes (Winsum, 6 december 1931 – Beusichem, 8 april 2004) was een Nederlands politicus van de PvdA.

## Leven en werk
Hommes begon, na de hbs in Warffum te hebben gevolgd, zijn ambtelijke carrière als volontair bij de gemeente Winsum. In 1950 maakte hij de overstap naar de gemeente Baflo waar hij rond 1958 de gemeentesecretaris werd. Bij Koninklijk Besluit van 31 december 1965 werd Hommes benoemd tot burgemeester van Beusichem. Vanaf oktober 1970 was hij daarnaast bijna een jaar waarnemend burgemeester van Beesd en Deil ter vervanging van de zieke burgemeester G.J. Kolff. In 1971 werd hij daarnaast waarnemend burgemeester van Zoelen. Bij de gemeentelijke herindeling van het westen van de Betuwe op 1 januari 1978 fuseerden de gemeenten Beusichem, Zoelen en Buren tot de nieuwe gemeente Buren waarvan Hommes de burgemeester werd. In 1997 ging hij daar met pensioen en zeven jaar later overleed hij op 72-jarige leeftijd.